# بولا شنور
بولا شنور (من مواليد 15 يناير 1964 في كيركلاند ليك ، أونتاريو ) هي عداءة متقاعدة من كندا في لسباقات منتصف المسافة حيث تنافست على المركز الأول ضمن مسابقة 1500 متر .  ومثلت بلدها في الألعاب الأولمبية الصيفية في عامي 1992 و1996 وكذلك بطولتي العالم في الأماكن المغلقة. بالإضافة إلى ذلك، فازت بالميدالية الفضية في دورة ألعاب الكومنولث عام 1994 .

## روابط خارجية
- بولا شنور على موقع الاتحاد الدولي لألعاب القوى (الإنجليزية)
- بولا شنور على موقع اللجنة الأولمبية الدولية (الإنجليزية)
- بولا شنور على موقع أوليمبيديا (الإنجليزية)
- بولا شنور على موقع اللجنة الأولمبية الكندية (الإنجليزية)